# سويسيه (مسبار فضائي)
سويسيه (باليابانية:すいせい؛ تعني: مذنب) إسمه قبل الإطلاق (بلانيت-أي؛ Planet-A)، هو مسبار فضائي غير مأهول من تطوير معهد علوم الفضاء والفلك الياباني حاليا جزء من منظمة إستكشاف الفضاء اليابانية (JAXA). يحتوي على قطع من مركبات أخرى كتعاون دولي وهي: مسبار هالي أرمادا وساكيغاكي [الإنجليزية]، مسبارات فيغا السوفييتيه-الفرنسية، جيوتو لوكالة ألفضاء الأوروبية ومن مسكشف المذنبات الدولي [الإنجليزية] التابع لوكالة ناسا، إشتملت مهمته إستكشاف مذنب هالي خلال وجوده في النظام الشمسي الداخلي عام 1986م.

## التركيب
يشابه تصميم سويسيه تصميم المسبار ساكيغاكي [الإنجليزية] بالشكل والتراكيب، لكنه يختلف عنه بالحمولة، يحتوي سويسيه على نظام تصوير CCD للأشعة فوق البنفسجية وأدوات متعددة لقياس الرياح الشمسية.
الهدف الأساسي من المهمة هو التقاط صور بالأشعة فوق البنفسجية ذؤابة الهيدروجين المحيطة بالمذنب خلال 30 يوم قبل وبعد عبوره المستوي البروجي، وقياس الرياح الشمسية لمدة أطول بكثير، تم ضبط المركبة للدوران بسرعتين مختلفين (0.2 و 5 دورة/دقيقة) عن طريق استخدام دافعات الهيدرازين للسيطرة والتحكم بالمركبة.
كما تملك المركبة حساسات للشمس والنجوم لضبط موقعها، مع إحتوائها على طبق اتصالات بشكل قطع مكافئ للتواصل بين الأرض والمركبة.

## الإطلاق
تم إطلاق مسبار سويسيه يوم 18 أغسطس 1985م، محملاً على صاروخ من نوع M-3SII-2 [الإنجليزية] من مركز كاغوشيما للفضاء، وتم ضبط المسبار في مدار شمسي المركز متقاطع مع مذنب هالي، وهذا يسمح ببقاء الممركبة تحت السيطرة لإستخدامها لاحقاً دام أنها صالحة للعمل.

## مواجهة مذنب هالي
بدأ المسبار بجمع بيانات الأشعة فوق البنفسجية لمذنب هالي في نوفمبر من عام 1985م بمعدل 6 صور باليوم الواحد. إقترب المسبار من المذنب حتى مسافة 151،000 كيلومتر من الجزء المواجه للشمس في 8 مارس 1986م.

## إنتهاء المهمة
بعد أخذ البيانات من مذنب هالي خططت وكالة إستكشاف الفضاء اليابانية لإرساله من أجل إستكشاف المذنب جياكوبيني زينر [الإنجليزية] في 24 من نوفمبر 1998م، بالإضافة إلى تحليقه على بعدة عدة ملايين من الكيلومترات من مذنب تيمبل-توتل [الإنجليزية].
لهذا بدأت مهمة إعادة التوجيه لإطلاقه بإستخدام دفع الجاذبية وذلك بإشعال 15 إحتراق لمحركات 3N الخاصة بالمسبار خلال 5 أيام من أبريل عام 1987م، لرفع سرعة المسبار إلى 65 متر/ثانية خلال دورانه حول الأرض لمدى 60،000 كيلومتر لجعله يتأرجح حول الكوكب عند يوم 20 من اغسطس 1992م.
لكن في 22 أغسطس 1991م نفذ وقود الهيدرازين الضروري لإعادة توجيه المسبار مما أدى إلى إلغاء المهمة في 28 فبراير 1998م، وكان الإلغاء هو الأعلان الرسمي عن نهاية المهمة بشكل تام.